# Stenosoma
Stenosoma es un género de crustáceo isópodo marino de la familia Idoteidae.

## Especies
Las especies de este género son:
- Stenosoma aaseni Artüz & Kubanç, 2015
- Stenosoma acuminatum Leach, 1814
- Stenosoma albertoi (Castellanos & Junoy, 2005)
- Stenosoma appendiculatum (Risso, 1826)
- Stenosoma bellonae (Daguerre de Hureaux, 1968)
- Stenosoma capito (Rathke, 1837)
- Stenosoma carinata (Lucas, 1814)
- Stenosoma inonuei Artüz & Kubanç, 2015
- Stenosoma lancifer Miers, 1881
- Stenosoma mediterranea (Rezig, 1989)
- Stenosoma nadejda (Rezig, 1989)
- Stenosoma pacificum (Nunomura, 1974)
- Stenosoma raquelae (Hedo & Junoy, 1999)
- Stenosoma spinosum (Amar, 1957)
- Stenosoma stephenseni Santos & Xavier, 2011
- Stenosoma teissieri (Prunus & Pantoustier, 1976)
- Stenosoma wetzerae (Ormsby, 1991)